# Jwan Yosef

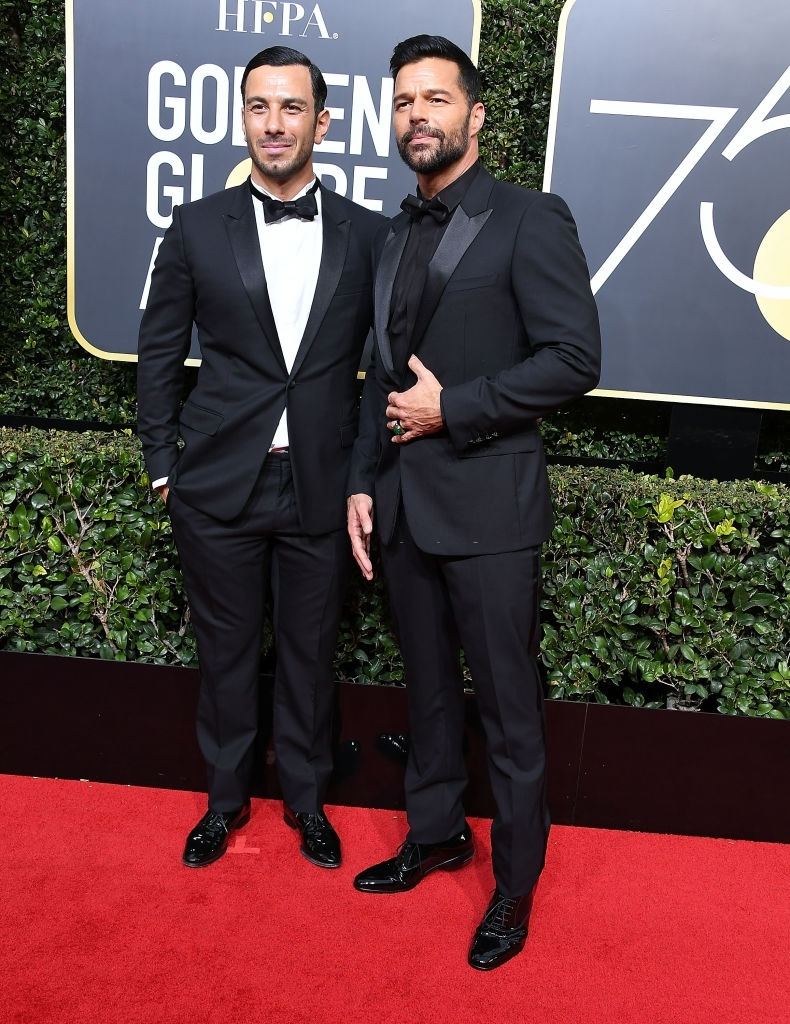
Jwan Yosef (links) mit seinem Mann Ricky Martin (2018)

Jwan Yosef (geboren 1984 in Syrien) ist ein schwedischer Maler, Objekt- und Konzeptkünstler. Er lebt und arbeitet in London.

## Leben und Werk
Der Vater von Jwan Yosef ist Kurde, seine Mutter stammt aus Armenien. Die Familie emigrierte nach Schweden, und Yosef zeigte schon früh Talent im Malen und Zeichnen. Er besuchte von 2004 bis 2006 die Pernbys målarskola, absolvierte danach ein Bachelor-Studium an der schwedischen Kunsthochschule Konstfack in Stockholm und 2010 und 2011 ein Master-of-Fine-Arts-Studium am Central Saint Martins College of Art and Design in London.
Der Künstler nennt Neo Rauch, Gerhard Richter und den estnischen Videokünstler und Maler Jaan Toomik als Referenzpunkte. Er arbeitet ausschließlich mit Öl auf Perspex. Er bearbeitet Video Stills oder Fotografien. Es sind zumeist scheinbar unwichtige Details oder belanglose Bilder, die seine Aufmerksamkeit erwecken. „The idea is to actually make something out of nothing. Like assembling different images to fit my own image world, a collage almost.“ Jwan Yosef: „Der look nasser Farbe oder einer glatten Oberfläche eröffnet im Betrachter unmittelbar ein Verlangen zu berühren, näher zu kommen, intim zu werden.“
Yosefs Werke wurden auf einer Reihe von Gruppenausstellungen und Kunstmessen gezeigt. Seine Einzelausstellungen im Jahr 2013 hatten die Titel Painting about Sex, Flesh and Violence, lol (in London) und High Notes (in Stockholm). 2015 wurden seine Werke in der Galleri Bon im Rahmen der Gruppenausstellung There and Back Again gezeigt – gemeinsam mit Arbeiten seiner Konstfack Kollegen Josef Bull, Petr Davydtchenko und Natasja Loutchko. Er ist Gründungsmitglied und Inhaber eines Studios in der Bomb Factory Art Foundation in Archway in Nord-London.
Im April 2016 gaben Jwan Yosef und Ricky Martin im Rahmen der amfAR-Gala in São Paulo ihre Beziehung offiziell bekannt. In der TV-Show von Ellen DeGeneres berichtete Martin im November 2016 von der Verlobung des Paars; sie heirateten im Januar 2018. Im Juli 2023 wurde bekannt, dass sich das Paar getrennt hat.

## Zitat
„Fernsein stellt eine Konstante dar in meinem Leben – oder zumindest der Mangel an Zugehörigkeit. Meine Herkunft ist getragen von einem Mangel an Zugehörigkeit. Nicht unbedingt in einer Art und Weise, die von Trauer geprägt ist, sondern vom Gefühl außerhalb zu stehen. Als Outsider hat man eine Menge Freiheiten.“

## Ausstellungen (Auswahl)
- 2009: Konstfack, Stockholm
- 2012: Cultivate Gallery, London
- 2012: Kulturhuset, Stockholm
- 2013: Galleri Anna Thulin, Stockholm: High Notes
- 2013: Mall Galleries, London
- 2013: Beers Contemporary, London
- 2013: Divus Gallery, London: Painting about Sex, Flesh and Violence, lol
- 2015: Galleri BON, Stockholm
- 2016: Galleri 1:10 Centralsjukhuset, Karlstad

## Auszeichnungen
- 2013: Threadneedle Prize, Exhibiting Artist
- 2013: BEERS Contemporary, Award for Emerging Art, Winner Painting